# Pinares de Garrovillas
Pinares de Garrovillas este o arie protejată (arie de protecție specială avifaunistică — SPA) din Spania întinsă pe o suprafață de 2.583,16 ha, integral pe uscat.

## Localizare
Centrul sitului Pinares de Garrovillas este situat la coordonatele 39°41′16″N 6°35′02″W / 39.687778°N 6.583889°V.

## Înființare
Situl Pinares de Garrovillas a fost declarat arie de protecție specială avifaunistică în decembrie 2004 pentru a proteja 34 de specii de animale.

## Biodiversitate
Situată în ecoregiunea mediteraneană, aria protejată conține 2 habitate naturale: Pseudostepă cu ierburi și specii anuale de Thero-Brachypodietea, Tufărișuri termo-mediteraneene și de pre-deșert.
La baza desemnării sitului se află mai multe specii protejate:
- păsări (33): ciocârlie-de-câmp (Alauda arvensis), fâsă de luncă (Anthus pratensis), lăstunul mare (Apus apus), barză albă (Ciconia ciconia), barză neagră (Ciconia nigra), cuc (Cuculus canorus), măcăleandru (Erithacus rubecula), Galerida theklae, acvilă pitică (Hieraaetus pennatus), Hippolais polyglotta, rândunică roșcată (Hirundo daurica), rândunică (Hirundo rustica), capîntortură (Jynx torquilla), sfrâncioc cu cap roșu (Lanius senator), ciocârlie de pădure (Lullula arborea), privighetoare (Luscinia megarhynchos), ciocârlie de bărăgan (Melanocorypha calandra), prigoare (Merops apiaster), gaia neagră (Milvus migrans), gaia roșie (Milvus milvus), codobatură galbenă (Motacilla alba), grangur (Oriolus oriolus), dropie (Otis tarda), codroș de munte (Phoenicurus ochruros), pitulice de munte (Phylloscopus bonelli), pitulice de munte (Phylloscopus collybita), brumăriță de pădure (Prunella modularis), aușel sprâncenat (Regulus ignicapilla), silvie cu cap negru (Sylvia atricapilla), corcodel mic (Tachybaptus ruficollis), sturz-cântător (Turdus philomelos), pupăză (Upupa epops), nagâț (Vanellus vanellus)
- reptile (1): Mauremys leprosa